# Justin Baldoni
Justin Louis Baldoni (Los Ángeles, California, 24 de enero de 1984) es un actor, director de cine estadounidense.

## Primeros años
Nació en Los Ángeles, California, aunque se crio en Medford, Oregón, hijo de Sharon, de familia judía, y Sam Baldoni, de ascendencia italiana. Ambos se unieron a la Fe Bahá'í, que Baldoni practica devotamente. Jugó al fútbol y practicó atletismo en la escuela secundaria, y fue disc jockey de radio en una estación local de radio top 40. Mientras se mudaba a un nuevo edificio de apartamentos, conoció a un gerente que le aconsejó que siguiera una carrera en la actuación.

## Carrera
En 2008, escribió, produjo y dirigió su primer video musical que fue seleccionado y exhibido en el Festival Internacional de Cine Dawn Breakers.
En 2012, creó My Last Days (Mis Últimos Días), una serie de documentales digitales sobre la vida contada por moribundos, que se convirtió en una de las series de YouTube más vistas. Su segunda temporada se emitió en CW y la tercera se lanzó en el invierno de 2018. Tras ese éxito, fundó Wayfarer Entertainment, un estudio de medios digitales centrado en la inspiración disruptiva.
En 2014, comenzó a interpretar a Rafael Solano en el espectáculo de CW Jane the Virgin (Jane la Virgen), y en mayo de 2016  lanzó una aplicación de time-lapse para mujeres embarazadas y nuevas mamás llamada Belly Bump.
En julio de 2017, Variety anunció que Baldoni estaba desarrollando un programa de entrevistas para hombres a través de su empresa de medios Wayfarer Entertainment. El programa se describe como una serie de paneles disruptivos que explora lo que significa ser un hombre hoy en día. El espectáculo titulado Man Enough incluye a hombres prominentes como Matt McGorry y Javier Muñoz. En agosto de 2017, TED anunció que Baldoni sería un orador en la Conferencia anual TEDWomen.
Tiene planeado dirigir y producir un "young adult tearjerker" para CBS Films basado en un guion original de Mikki Daughtry y Tobias Iaconis. También está programado dirigir y producir una película sobre la vida de Zach Sobiech con Warner Brothers.

## Vida personal
Después de salir un año, se casó con la actriz sueca Emily Baldoni en julio de 2013 en Corona, California. Tienen una hija, Maiya Grace Baldoni, nacida el 27 de junio de 2015 y un hijo, Maxwell Roland-Samuel Baldoni, nacido el 18 de octubre de 2017.

## Controversias
En diciembre de 2024, fue denunciado por la actriz estadounidense Blake Lively, por comportamientos indeseables durante la producción de la película Romper el círculo. Así mismo, habría realizado presuntamente comentarios desagradables sobre el peso de la actriz y acerca del fallecimiento del padre de esta.
Justin negó las acusaciones hechas por su coestrella e instauró junto con sus publicistas una demanda en contra de Blake Lively y Ryan Reynolds por extorsión civil, difamación e invasión de la privacidad. Además, una demanda al The New York Times por manipulación y distorsión de la información. 
El lunes 3 de febrero de 2025 tuvo lugar la primera audiencia. El lunes 9 de junio de 2025 el juez Lewis J. Liman desestimó dichas demandas al considerar que las acusaciones iniciales de Lively se realizaron ante un tribunal civil de California, quedando protegidas de contrademandas por “inmunidad” judicial, y que la labor del diario NYT también se encuentra protegido por los derechos a la libre información. El magistrado, además, estimó que las declaraciones del marido y la publicista de Lively sobre el supuesto acoso de Baldoni no constituyeron difamación, pues se basaban en la versión de los hechos de la actriz. Si bien el Tribunal desestimó las demandas por difamación, ha invitado a Baldoni a enmendar cuatro de las siete demandas contra la Sra. Lively, lo que presentará pruebas adicionales y alegaciones más precisas. El juicio sobre la demanda de acoso esta programado para Marzo de 2026.

## Filmografía

### Película
| Año  | Título                          | Función              | Notas                            |
| ---- | ------------------------------- | -------------------- | -------------------------------- |
| 2005 | Yesterday's Dream               | Pat                  |                                  |
| 2005 | The Helix... Loaded             | Jason                |                                  |
| 2008 | The House Bunny                 | Camarero             |                                  |
| 2009 | La Tribu (After Dusk They Come) | Peter                | Vídeo                            |
| 2009 | Alpha Males Experiment          | Gavin                |                                  |
| 2010 | Unrequited                      | Todd Brown           |                                  |
| 2011 | Royal Reunion                   | Nicky                | Cortometraje                     |
| 2011 | Intervención: Cinderella        | Aladdin              | Cortometraje                     |
| 2011 | Minkow                          | Young Barry Minkow   | Relanzada en 2018 como "Con Man" |
| 2012 | Undercover Bridesmaid           | Jake                 | Película de televisión           |
| 2013 | Isolated                        | Embajador por la Paz |                                  |
| 2013 | Not Today                       | Eli Hill             |                                  |
| 2013 | Proposal, TheThe Proposal       | Justin               | Cortometraje                     |
| 2014 | Fine Step, AA Fine Step         | Marzo Bolivar        |                                  |
| 2019 | Five Feet Apart                 | Director/Productor   |                                  |
| 2020 | Clouds                          | Director/Productor   |                                  |
| 2024 | It Ends with Us                 | Ryle Kincade         | Película                         |

### Televisión
| Año     | Título                          | Función           | Notas                            |
| ------- | ------------------------------- | ----------------- | -------------------------------- |
| 2004    | The Young and the Restless      | Ben               | 3 episodios                      |
| 2004    | Wedding Daze                    | Guillermo Valerio | Película de televisión           |
| 2005    | JAG                             | Azzam             | "Bridging the Gulf"              |
| 2005    | Spring Break Shark Attack       | J.T.              | Película de televisión           |
| 2005    | Charmed                         | Salko             | "¿Algo mágico viene hacia aquí?" |
| 2005-06 | Everwood                        | Reid Bardem       | Rol Recurrente                   |
| 2007    | CSI: Miami                      | Damon Argento     | "Cyber-Lebrity"                  |
| 2008    | The Suite Life of Zack and Cody | Diego             | "Foiled Again"                   |
| 2009    | Héroes                          | Alex Woolsey      | "Edificio 26", "Expuesto"        |
| 2010    | The Bold and the Beautiful      | Graham Darros     | Rol Recurrente                   |
| 2010    | CSI: NY                         | Heath Kirkfield   | "Out of the Sky"                 |
| 2011-12 | Single Ladies                   | Derek             | Rol Recurrente                   |
| 2012    | Blackout                        | Josh Martin       | Miniserie de televisión          |
| 2012    | Shadow of Fear                  | Bobby             | Película de televisión           |
| 2012    | Undercover Bridesmaid           | Jake              | Película de televisión           |
| 2013    | Finales felices                 | Marcus            | "Fowl Play/Date"                 |
| 2014-19 | Jane la Virgen                  | Rafael Solano     | Rol principal                    |
| 2017    | Madam Secretary                 | Kevin Park        | "The Beautiful Game"             |